# Douglas Sirk
Douglas Sirk, nascido Hans Detlef Sierck (Hamburgo, 26 de abril de 1897 — Lugano, 14 de janeiro de 1987) foi um cineasta alemão mais conhecido por seu trabalho em melodramas de Hollywood na década de 1950.

## Vida e obra
Sirk nasceu Hans Detlef Sierck, em Hamburgo, Império Alemão (hoje Alemanha). Ele iniciou sua carreira em 1922 no teatro da República de Weimar, incluindo a direção de uma produção antecipada de A Ópera no valor de três moedas. Alistou-se na UFA (Universum Film AG), em 1934, mas deixou a Alemanha em 1937 por causa de sua orientação política e sua mulher judia.
Ele fez seu nome com uma série de exuberante melodramas, para a Universal Pictures, de 1952 a 1958: Magnificent Obsession, All That Heaven Allows (preservados nos EUA pelo National Film Registry), Written on the Wind, e Imitation of Life. Estava no auge de suas realizações mais bem sucedidas como diretor da Universal quando deixou os Estados Unidos e o cinema.
Ele morreu em Lugano, na Suíça quase trinta anos depois, com apenas um breve retorno ao trabalho de cinegrafista, na Alemanha, na década de 1970.

## Filmografia

### Filmes
- Das Mädchen vom Moorhof (1935)
- April, April! (1935)
- Stützen der Gesellschaft (1935)
- La Chanson du souvenir (1936) co-director
- 't was een april (1936) co-director
- Schlußakkord (1936)
- Das Hofkonzert (1936)
- Zu neuen Ufern (1937)
- La Habanera (1937)
- Accord Final (1938) (uncredited)
- Boefje (1939)
- Hitler's Madman (1943)
- Summer Storm (1944)
- A Scandal in Paris (1946)
- Lured (1947)
- Sleep, My Love (1948)
- Shockproof (1949)
- Slightly French (1949)
- Mystery Submarine (1950)
- The First Legion (1951)
- Thunder On The Hill (1951)
- The Lady Pays Off (1951)
- Week-End With Father (1951)
- No Room for the Groom (1952)
- Has Anybody Seen My Gal? (1952)
- Meet Me at the Fair (1953)
- Take Me To Town (1953)
- All I Desire (1953)
- Taza, Son of Cochise (1954)
- Magnificent Obsession (1954)
- Sign Of The Pagan (1954)
- Captain Lightfoot (1955)
- All That Heaven Allows (1955)
- There's Always Tomorrow (1956)
- Written on The Wind (1956)
- Battle Hymn (1957)
- Interlude (1957)
- The Tarnished Angels (1958)
- A Time to Love and a Time to Die (1958)
- Imitation of Life (1959)
- Bourbon Street Blues (1979) co-diretor

### Curtas
- Zwei Genies (1934)
- Der Eingebildete Kranke (1935)
- Dreimal Ehe (1935)
- Sprich zu mir wie der Regen (1975) co-director
- Sylvesternacht (1977) co-director